# Лестер (Алабама)
Лестер (англ. Lester) — місто (англ. town) в США, в окрузі Лаймстоун штату Алабама. Населення — 111 осіб (2010).

## Географія
Лестер розташований за координатами 34°58′58″ пн. ш. 87°9′20″ зх. д. / 34.98278° пн. ш. 87.15556° зх. д. (34.982751, -87.155535).  За даними Бюро перепису населення США в 2010 році місто мало площу 4,74 км², з яких 4,74 км² — суходіл та 0,01 км² — водойми.

## Демографія
Згідно з переписом 2010 року, у місті мешкало 111 особа в 41 домогосподарстві у складі 32 родин. Густота населення становила 23 особи/км².  Було 45 помешкань (9/км²).
Расовий склад населення:
| - 99,1 % — білих |

До двох чи більше рас належало 0,0 %. Частка іспаномовних становила 0,9 % від усіх жителів.
За віковим діапазоном населення розподілялося таким чином: 29,7 % — особи молодші 18 років, 55,9 % — особи у віці 18—64 років, 14,4 % — особи у віці 65 років та старші. Медіана віку мешканця становила 39,3 року. На 100 осіб жіночої статі у місті припадало 101,8 чоловіків;  на 100 жінок у віці від 18 років та старших — 95,0 чоловіків також старших 18 років.
За межею бідності перебувало 16,1 % осіб, у тому числі 12,5 % дітей у віці до 18 років та 25,0 % осіб у віці 65 років та старших.
Цивільне працевлаштоване населення становило 55 осіб. Основні галузі зайнятості: роздрібна торгівля — 29,1 %, виробництво — 23,6 %, освіта, охорона здоров'я та соціальна допомога — 20,0 %.